# Elezioni parlamentari nelle Isole Åland del 2007
Le elezioni parlamentari nelle Isole Åland del 2007 si tennero il 21 ottobre.

## Risultati
| Liste  | Liste                         | Voti   | %     | Seggi |
| ------ | ----------------------------- | ------ | ----- | ----- |
|        | Liberali delle Åland          | 4.176  | 32,56 | 10    |
|        | Centro delle Åland            | 3.107  | 24,23 | 8     |
|        | Coalizione dei Non Allineati  | 1.573  | 12,27 | 4     |
|        | Socialdemocratici delle Åland | 1.513  | 11,80 | 3     |
|        | Moderati delle Åland          | 1.233  | 9,61  | 3     |
|        | Futuro di Åland               | 1.070  | 8,34  | 2     |
|        | Hutgruppen                    | 153    | 1,19  | -     |
| Totale | Totale                        | 12.825 |       | 30    |